# Edward Taylor
Pour les articles homonymes, voir Taylor.
Edward Taylor (né en 1642 dans le Leicestershire et mort le 29 juin 1729 à Westfield, dans le Massachusetts) est un poète, un médecin et un pasteur américain du XVIIe siècle.

## Biographie
Né en Angleterre, il émigre vers la colonie de la baie du Massachusetts en 1668. Durant son voyage vers l'Amérique, Taylor chronique sa traversée de l'Atlantique dans son journal (Diary). Après des études à Harvard, il devient médecin et pasteur à Westfield dans le Massachusetts.
Edward Taylor devient par la suite un poète prolifique.

## Œuvre poétique
Le travail poétique de Taylor reste quasiment oublié jusqu'en 1937 quand Thomas Johnson découvre les manuscrits de Taylor dans la bibliothèque de l'université Yale.
Edward Taylor écrit des poèmes exprimant les vertus puritaines sur un mode stylistique métaphysique fortement travaillé, et sa poésie peut être considérée comme typique du début de l'époque coloniale. Cette empreinte du puritanisme et de la morale sur la poésie d'alors est l'une des caractéristiques majeures de la poésie des colonies pendant le XVIIe et le début du XVIIIe siècle.
Parmi ses écrits :
- Huswifery
- Les Meditations
- Upon a Spider Catching a Fly